# Shizō Kanakuri

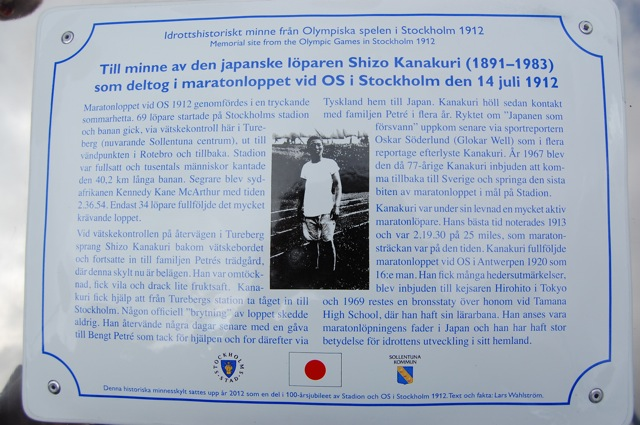
Tablica pamiątkowa w języku szwedzkim na ścianie budynku, w którym mieścił się dom, w którym zatrzymał się Japończyk podczas biegu

Shizō Kanakuri (jap. 金栗四三 Kanakuri Shizō), także Shizō Kanaguri, Sohn Ki-Jong (ur. 20 sierpnia 1891 w Wasui w prefekturze Kumamoto, zm. 13 listopada 1984 w Tamana w prefekturze Kumamoto) – japoński lekkoatleta, długodystansowiec.

## Życiorys

### Igrzyska Olimpijskie 1912
Występ w Sztokholmie był pierwszym startem reprezentantów Japonii w historii igrzysk olimpijskich. W składzie znalazło się dwóch lekkoatletów: sprinter Yahiko Mishima oraz Kanakuri, który awans na igrzyska uzyskał dzięki zwycięstwu w rozegranych 19 listopada 1911 krajowych eliminacjach. Dotarcie do stolicy Szwecji w 1912 zajęło Kanakuriemu 18 dni, podróżował m.in. Koleją Transsyberyjską – dla utrzymania formy biegał dookoła stacji podczas postojów. Po przyjeździe na miejsce Kanakuri nadal nie mógł w spokoju trenować – menadżer reprezentacji Hyōzō Ōmori zachorował, i najmłodszy w japońskiej ekipie Kanakuri spędzał dużo czasu na opiece nad nim. 
Maraton na igrzyskach w Sztokholmie (rozgrywany na trasie o długości 40,2 km) odbył się 14 lipca przy temperaturze ponad 30 stopni w skali Celsjusza. W okolicach 30. kilometra Japończyk zatrzymał się przy jednym z domów (zamieszkałym przez rodzinę Petre) i poprosił gospodarzy o szklankę wody. Po jej wypiciu zasnął, budząc się dopiero następnego dnia rano. Organizatorzy nie wiedząc gdzie znajduje się Kanakuri o pomoc w poszukiwaniach poprosili policję. Zawstydzony swoim zachowaniem lekkoatleta początkowo odmówił powrotu do ojczyzny.

### Dalsza kariera lekkoatletyczna
W latach 1913–1915 zwyciężał w mistrzostwach Japonii w maratonie (rozgrywanych na dystansie 25 mil). Uzyskane podczas tych biegów rezultaty otwierały listy światowe w trzech kolejnych sezonach. Ponieważ igrzyska olimpijskie w 1916 zostały odwołane z powodu trwającej I wojny światowej, Kanakuri na rywalizację z czołowymi biegaczami z innych krajów musiał czekać do 1920 roku. 
W maratonie na igrzyskach w Antwerpii zajął 16. miejsce z wynikiem 2:48:45,4 – wynik ten był pierwszym oficjalnym rekordem Japonii w maratonie.
13 kwietnia 1924 zwyciężył w maratonie w Tokio z czasem 2:36:10 (najlepszy wynik w karierze) – rezultat ten był nowym rekordem Japonii, a także najlepszym wynikiem na pełnym dystansie maratońskim w sezonie 1924 na świecie. Trzy miesiące później, podczas igrzysk olimpijskich w Paryżu, Kanakuri nie ukończył biegu maratońskiego. Triumfował wówczas Fin Albin Stenroos z rezultatem 2:41:22,6.
Kanakuri został odznaczony Nagrodą Asahi za 1957 rok.

### Maraton Sztokholmski
W 1967 roku Szwedzki Komitet Olimpijski z okazji 55. rocznicy igrzysk w Sztokholmie zaprosił Kanakuriego do występu w Maratonie Sztokholmskim. Japończyk dokończył swój bieg z igrzysk olimpijskich; czas jaki uzyskał to: 54 lata, 8 miesięcy, 6 dni, 5 godzin, 32 minuty i 20,3 sekundy.
14 lipca 2012, dokładnie z tego samego miejsca i o tej samej porze co 100 lat wcześniej, ruszył maraton sztokholmski. Wśród tysięcy startujących był prawnuk Kanakuriego – Yoshiaki Kurato, któremu organizatorzy razem z potomkami rodziny Petre zapewnili nocleg w tej samej willi i w takim samym łóżku, w jakim 100 lat temu zasnął w trakcie zmagań olimpijczyków jego pradziadek.